# Reason (album)
A Reason Melanie Chisholm brit énekesnő második szólóalbuma. 2003-ban jelent meg és 800 000 példányban kelt el.
Angliában elérte a ötödik helyezést.

## Számlista
1. Here It Comes Again
2. Reason
3. Lose Myself in You
4. On the Horizon
5. Positively Somewhere
6. Melt
7. Do I
8. Soul Boy
9. Water
10. Home
11. Let’s Love
12. Yeh Yeh Yeh

## Kislemezek

### Let’s Love
A Let’s Love Melanie C brit énekesnő harmadik kislemeze második, Reason című albumáról. 2003. augusztus 6-án jelent meg, csak Japánban. Ázsiában és Ausztráliában hat hónapig egy Toyota-reklám zenéje volt. Videóklip nem készült a dalhoz, a kislemez ritka.
Dallista
1. Let’s Love – 3:23
2. Like That – 3:09
3. Living Without You – 4:06
4. Let’s Love (Instrumental) – 3:23